# Frederik Over
Johann Frederik Wilhelm Gerhard Over (genannt Freke) (* 20. Dezember 1967 in Wolfsburg) ist ein deutscher Politiker (PDS/Die Linke) und Kleinunternehmer. 1995 bis 2006 war er Mitglied des Berliner Abgeordnetenhauses.

## Leben
Over wuchs mit zwei jüngeren Geschwistern in Hannover auf und besuchte die Integrierte Gesamtschule Hannover-Linden. Er engagierte sich als Schulsprecher, im Stadt- und Landesschülerrat und im hannoverschen Schulausschuss. Er war zudem aktiv in der Anti-Atomkraft- und der Friedensbewegung gegen den NATO-Doppelbeschluss. Von 1986 bis 1989 lebte und arbeitete er in Landkommunen in Niedersachsen und Bayern. In dieser Zeit zählte er zum Umfeld des Hackers Karl Koch.
Ab 11. November 1989 lebte er in Berlin, 1990 zählte er zu den rund zweihundert Besetzern der Mainzer Straße in Berlin-Friedrichshain und wurde Sprecher in den Verhandlungen zur Legalisierung mit dem Ost-Berliner Magistrat und dem West-Berliner Senat. 1991 machte er ein Praktikum beim Allgemeinen Deutschen Fahrrad-Club und arbeitete am ersten Berliner Fahrradstadtplan mit. 1992 war er Mitbegründer und erster Aufsichtsratsvorsitzender der Selbstverwalteten Ostberliner GenossInnenschaft e. G. zum Kauf und zur Sanierung von fünf besetzten Friedrichshainer Mietshäusern. 1994 gründete er den Getränkehandel KGB (Kohlen, Gips und Bier Vertriebs GmbH).
Von 1995 bis 2006 war er dreimal direkt gewähltes Mitglied des Berliner Abgeordnetenhauses für die PDS. Dort war er Mitglied im Innenausschuss, im Stadtentwicklungs- und Umweltausschuss, sowie im Untersuchungsausschuss zum Berliner Bankenskandal.
1998 war er Mitbegründer des PDS-Jugendverbandes 'solid und organisierte den Jugendwahlkampf seiner Partei zur Bundestagswahl.
2004 erwarb er mit seiner Frau das Rheinsberger Betriebsferienheim Heimland des Konsum Berlin, das seine Ex-Frau Anette Klumb als „Ferienland Luhme“ weiterführte. 2007 war er Mitinitiator einer Initiative zur Verbesserung des regionalen ÖPNV-Angebotes. Over war auch im Widerstand gegen das sogenannte Bombodrom aktiv. Seit 2008 ist er Stadtverordneter in Rheinsberg und engagiert sich in der dortigen Schul-Arbeitsgemeinschaft sowie im Nahverkehrsbeirat des Kreises. 2010 trat er als Kandidat für das Amt des Rheinsberger Bürgermeisters an.
Er ist Mitglied im Kreistag des Landkreises Ostprignitz-Ruppin und dort Vorsitzender der Fraktion der Linken (Stand 2017).
Over ist geschieden und hat ein Kind.